# Jaap Oudkerk
Jacob Oudkerk, detto Jaap (Landsmeer, 2 agosto 1937 – Almere, 17 febbraio 2024), è stato un pistard olandese.

## Biografia
Jaap Oudkerk nacque a Landsmeer il 2 agosto 1937.
Da dilettante nel 1964 fu campione del mondo di mezzofondo e medaglia di bronzo olimpica nell'inseguimento a squadre ai Giochi di Tokyo. Fu poi professionista dal 1965 al 1972 vincendo nel 1969 il titolo mondiale di mezzofondo.
Morì ad Almere il 17 febbraio 2024 all'età di 86 anni.

## Palmarès
- 1961 (Dilettanti)

Campionati olandesi, Inseguimento individuale Dilettanti
Campionati olandesi, 50 chilometri Dilettanti
- 1962 (Dilettanti)

Campionati olandesi, Inseguimento individuale Dilettanti
- 1963 (Dilettanti)

Campionati olandesi, Inseguimento individuale Dilettanti
- 1964 (Dilettanti)

Campionati olandesi, Mezzofondo Dilettanti
Campionati del mondo, Mezzofondo Dilettanti
- 1965

Campionati olandesi, Mezzofondo
- 1967

Campionati olandesi, Mezzofondo
Campionati europei, Mezzofondo
- 1969

Campionati del mondo, Mezzofondo
- 1972

Campionati olandesi, Inseguimento individuale

## Piazzamenti

### Competizioni mondiali
- Campionati del mondo su pista

Zurigo 1961 - Inseguimento individuale Dil.: 2º
Milano 1962 - Inseguimento individuale Dil.: 3º
Rocourt 1963 - Inseguimento individuale Dil.: 5º
Parigi 1964 - Mezzofondo Dil.: vincitore
San Sebastián 1965 - Mezzofondo Prof.: 3º
Roma 1968 - Mezzofondo Prof.: 4º
Anversa 1969 - Mezzofondo Prof.: vincitore
Leicester 1970 - Mezzofondo Prof.: 4º
Varese 1971 - Mezzofondo Prof.: 2º
Marsiglia 1972 - Mezzofondo Prof.: 4º
- Giochi olimpici

Roma 1960 - Inseguimento a squadre: 5º
Tokyo 1964 - Inseguimento a squadre: 3º